# Tess Gunty

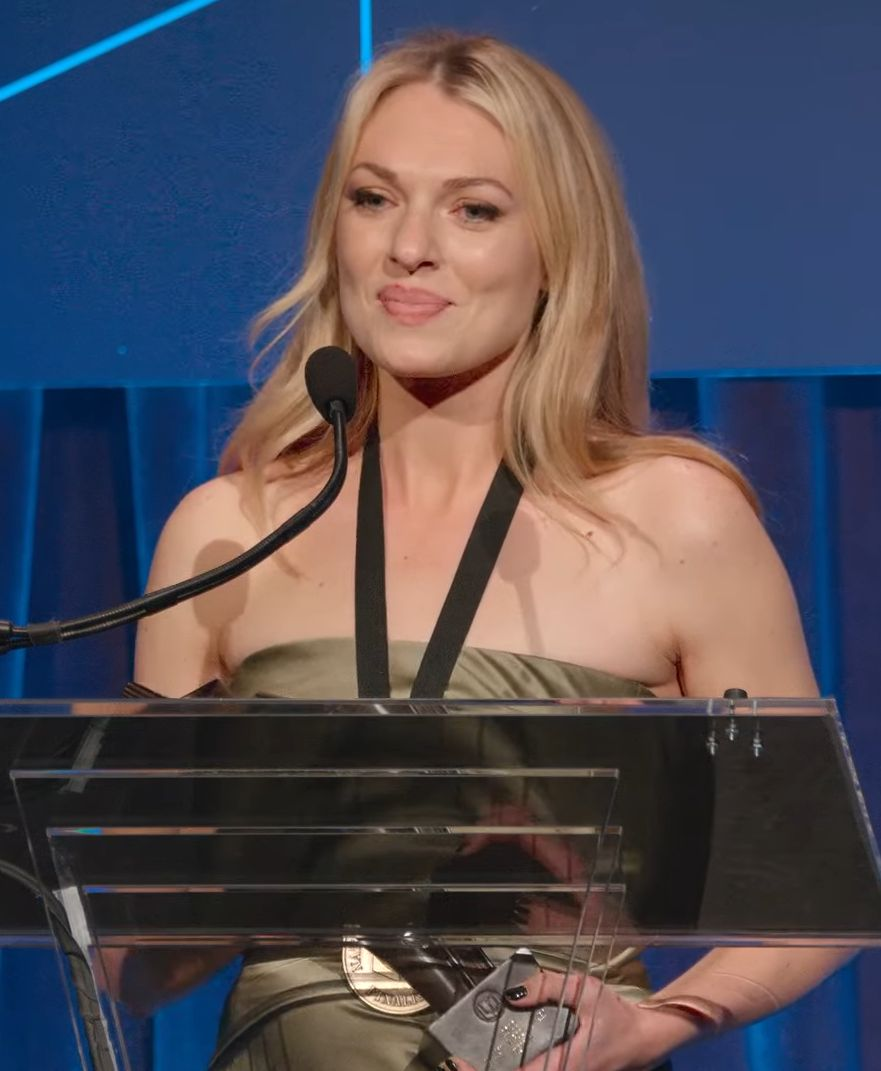
Tess Gunty (2022)

Tess Gunty (* 1993 in South Bend, Indiana) ist eine US-amerikanische Schriftstellerin.

## Leben
Tess Gunty wuchs in ihrer Geburtsstadt South Bend im US-Bundesstaat Indiana auf. An der University of Notre Dame studierte sie Anglistik mit Schwerpunkt Kreatives Schreiben, das Studium schloss sie als Bachelor of Arts ab, an der New York University erwarb sie anschließend einen Master of Fine Arts.
An ihrem 2022 im Verlag Alfred A. Knopf, Inc. veröffentlichten Debütroman The Rabbit Hutch um einen Apartmentkomplex in dem fiktiven ehemaligen Industrieort Vacca Vale im Rust Belt arbeitete sie rund fünf Jahre. Für diesen wurde sie mit dem National Book Award for Fiction als jüngste Preisträgerin seit Philip Roth, der den Preis 1960 erhalten hatte, ausgezeichnet. Die deutschsprachige Übersetzung von Sophie Zeitz erschien im Juli 2023 im Verlag Kiepenheuer & Witsch unter dem Titel Der Kaninchenstall. Die Zeichnungen im Buch stammen vom Bruder der Autorin, dem Indie-Folk-Musiker Nicholas Gunty. Im August 2023 gelangte das Buch auf Platz acht der ORF Bestenliste.

## Publikationen (Auswahl)
- 2022: The Rabbit Hutch, Alfred A. Knopf 2022
  - 2023: Der Kaninchenstall, Roman, aus dem Englischen von Sophie Zeitz, Kiepenheuer & Witsch, Köln 2023, ISBN 978-3-462-00300-0.

## Auszeichnungen (Auswahl)
- 2022: Waterstones Debut Fiction Prize für The Rabbit Hutch[8]
- 2022: National Book Award for Fiction für The Rabbit Hutch[5]